# Youssef Mariana
Youssef Mariana (ur. 13 maja 1974 w Marrakeszu) – marokański piłkarz grający na pozycji pomocnika. W swojej karierze rozegrał 10 meczów w reprezentacji Maroka.

## Kariera klubowa
Karierę piłkarską Mariana rozpoczął w klubie Kawkab Marrakesz. W sezonie 1994/1995 zadebiutował w jego barwach w pierwszej lidze marokańskiej. W 1996 roku zdobył z Kawkabem Puchar CAF.
W 1999 roku Mariana wyjechał z Maroka i został zawodnikiem saudyjskiego klubu Al-Shabab z Rijadu. W 2000 roku przeszedł do holenderskiego Willem II Tilburg, w którym zadebiutował 20 sierpnia 2000 w zremisowanym 1:1 wyjazdowym meczu z FC Groningen. W Willem II grał do końca sezonu 2003/2004.
W 2004 roku Mariana wrócił do Maroka i został zawodnikiem Wydadu Casablanca. W 2006 roku wywalczył z nim mistrzostwo Maroka, a następnie ponownie został piłkarzem Kawkabu Marrakesz. Grał w nim do końca swojej kariery, czyli do 2008 roku.

## Kariera reprezentacyjna
W reprezentacji Maroka Mariana zadebiutował w 1999 roku. W 2000 roku rozegrał 2 mecze w Pucharze Narodów Afryki 2000: z Kongiem (1:0) i z Nigerią (0:2). Od 1999 do 2000 roku rozegrał w kadrze narodowej 10 meczów.